# Épitaxie
Cet article possède un paronyme, voir Épistaxis.
L'épitaxie est une technique de croissance orientée, l'un par rapport à l'autre, de deux cristaux possédant un certain nombre d'éléments de symétrie communs dans leurs réseaux cristallins. On distingue l'homo-épitaxie, qui consiste à faire croître un cristal sur un cristal de nature chimique identique, et l'hétéro-épitaxie, dans laquelle les deux cristaux sont de natures chimiques différentes.

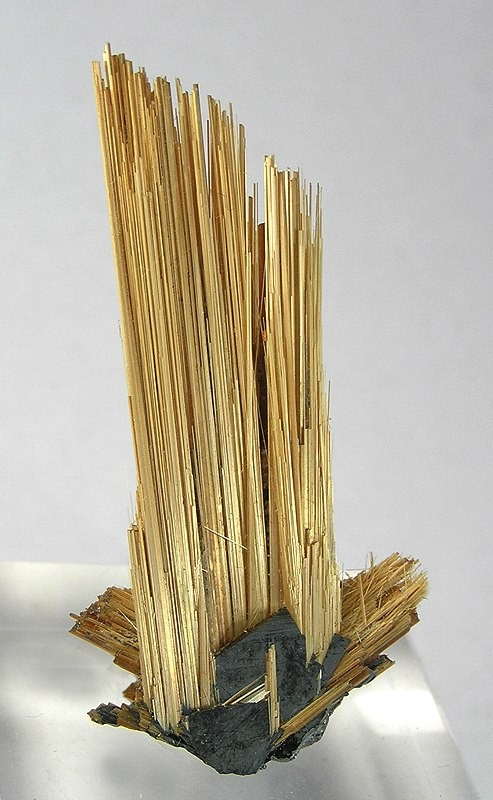
Croissance épitaxiale minérale naturelle

Étymologiquement, « épi » en grec signifie « sur » et « taxis », « arrangement ».

## Principe
L'épitaxie est utilisée pour faire croître des couches minces, de quelques nanomètres d'épaisseur. Pour cela des atomes sont déposés sur la surface parfaitement polie d'un monocristal, le substrat. Le substrat est choisi de façon à avoir des paramètres de maille proches de ceux du cristal qui souhaite être obtenu.
Il existe plusieurs techniques d'épitaxie :
- l'épitaxie par jet moléculaire ;
- l'épitaxie en phase liquide, dont :
  - la méthode de Czochralski ;
  - la méthode de Bridgman-Stockbarger ;
- l'épitaxie en phase vapeur, dont :
  - l'épitaxie en phase vapeur aux organométalliques.

## Épitaxie par jet moléculaire
La croissance s'effectue sous ultra vide. Les éléments à déposer, contenus dans des creusets à haute température, sont évaporés et vont se déposer par transport thermique sur la surface du substrat, plus froide mais de température quand même assez élevée pour permettre le déplacement et le réarrangement des atomes.
Il est possible d'observer la croissance cristalline in-situ lors de l'épitaxie par diffraction d'électrons (RHEED). Le contrôle de l'épaisseur de la couche déposée (ou du nombre de couches atomiques) peut s'effectuer à l'aide d'une microbalance à quartz.

## Épitaxie en phase liquide
L'épitaxie en phase liquide utilise le principe de la méthode de Czochralski. Le substrat est mis en contact avec une phase liquide sursaturée en l'élément voulu, qui se précipite et cristallise sur le substrat. Cette technique a l'avantage d'être rapide, mais elle est moins précise que les épitaxies en phase vapeur.
L’épitaxie en phase liquide (LPE) est une méthode de croissance quasi à l’équilibre. La phase mère est liquide. Le substrat est mis en contact avec un bain liquide de composition adéquate à une température légèrement inférieure à celle de l’équilibre liquide-solide. La croissance s’opère par solidification pour donner naissance à une phase condensée ou cristal.

## Épitaxie en phase vapeur
La technique de dépôt de couches minces par croissance épitaxiale en phase vapeur (vapor phase epitaxy, VPE ou chemical vapor deposition, CVD) est très utilisée pour le silicium. Pour qu'une couche épitaxiée soit déposée, il faut satisfaire à deux conditions. La première est que les atomes doivent trouver un lieu où ils peuvent perdre leur excédent d'énergie, ces lieux s'appellent des sites de nucléation. La seconde est que ces atomes trouvent un site dans le réseau pour les accueillir.
À partir d’une phase mère gazeuse et par une réaction de condensation à l’équilibre ou hors équilibre, un cristal est formé. La réaction se produit dans un réacteur équipé d’un système d’arrivée et de recyclage des gaz. Pour les semi-conducteurs III-V, cette technique se décompose en trois grandes catégories se distinguant par la nature des sources gazeuses utilisées. La technique HVPE (Hydride Vapor Phase Epitaxy) utilise des molécules de type hydrures, la ClVPE (Chloride Vapor Phase Epitaxy), des chlorures et la MOVPE (Metal Organic Vapor Phase Epitaxy), des organométalliques. Chaque technique possède une géométrie particulière de réacteurs VPE impliquant différentes températures de croissance et différentes vitesses de dépôt.

### Les couches épitaxiales
Dans le cas d'une hétéroépitaxie, la croissance d'une couche en surface du substrat est liée à la notion d'épaisseur critique. Ainsi, on parle de croissance cohérente pour une épaisseur de couche inférieure à l'épaisseur critique. Dans ce cas, la couche épitaxiée est en accord de maille avec le substrat, et la croissance est une croissance bidimensionnelle, monocouche par monocouche (MC).
Pour une épaisseur épitaxiée supérieure à l'épaisseur critique, on peut observer un phénomène dit de relaxation. Ce phénomène peut être de deux types.
Soit une relaxation élastique, elle conduit à la formation de nanostructures en surface de la couche épitaxiée. Ce mode de croissance est notamment recherché pour l'élaboration de nanostructures quantiques, îlots quantiques, fils quantiques et boites quantiques.
Si par contre les conditions de croissance (température de substrat, température des chambres d'évaporation, qualité de l'ultravide) sont mal maitrisées, le mécanisme de relaxation induit une relaxation plastique entraînant la formation de dislocations et d'états d'interfaces à l'interface substrat/couche épitaxiée.

## Limitations
- Dans le cas de l'hétéro-épitaxie, le désaccord de réseau (lattice mismatch ou misfit en anglais), c'est-à-dire la différence entre les paramètres de maille du substrat et ceux du cristal déposé, peut entraîner des défauts dans la structure de ce dernier. Dans un premier temps, les atomes déposés s'adaptent à la structure cristalline du substrat. Mais lorsque l'épaisseur du cristal augmente, les propriétés chimiques de ses éléments l'emportent sur le substrat : les atomes choisissent la structure du matériau pur, ce qui déforme le cristal et entraîne la création de dislocations.
- Le processus d'épitaxie en phase vapeur est très lent et très coûteux.

## Applications
Les applications de l'épitaxie sont multiples :
- jonctions semi-conductrices ;
- wafers pour la micro-électronique ;
- SOI ou Silicon On Insulator...

## Autres cas
Il existe aussi des cas où la croissance épitaxiale est « accidentelle », dans le sens où elle est une conséquence du processus mais n'est pas recherchée en soi.
Par exemple, dans le cas de l'oxydation à haute température (corrosion), la couche d'oxyde qui résulte de la réaction entre le métal et l'atmosphère est souvent épitaxiée.